# Kami-Iijima (stacja kolejowa)
Kami-Iijima (jap. 上飯島駅 Kami-Iijima-eki) – stacja kolejowa w Akicie w prefekturze Akita.

## Położenie

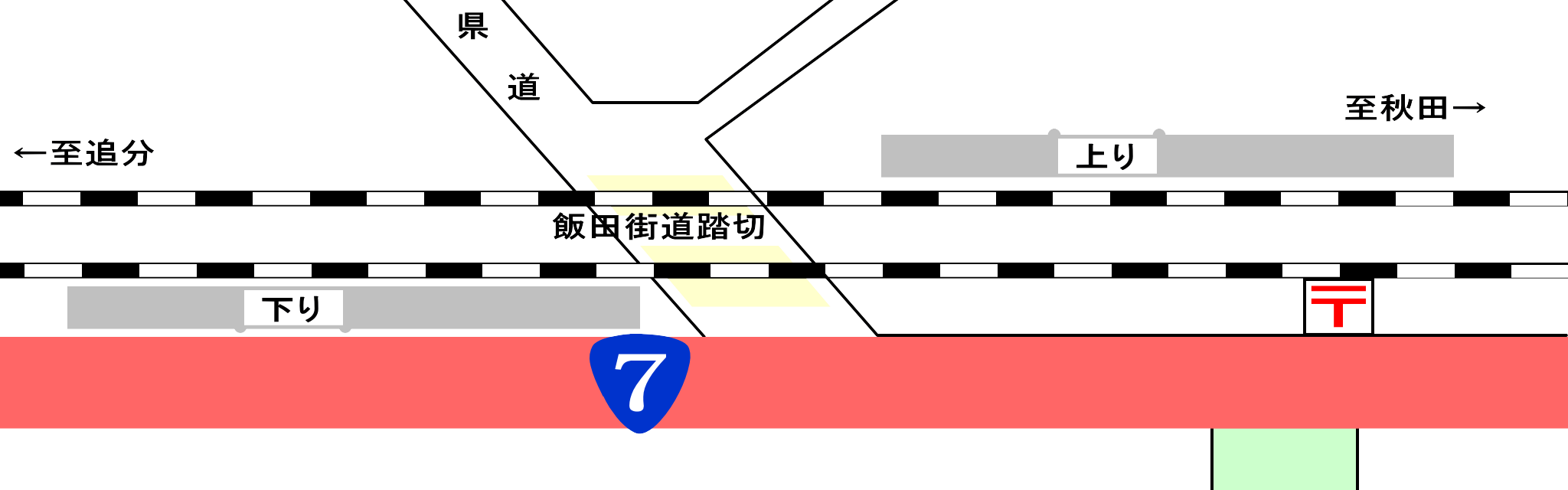
Mapka stacji

Stacja położona jest w dzielnicy Iijima-nezumita, na północ od centrum Akity.
Stacja Kami-Iijima jest obsługiwana przez Ōu Main Line i znajduje się 308,3 km od punktu początkowego tej linii, czyli od stacji Fukushima. Na tej stacji zatrzymują się także pociągi linii Oga, która jest kontynuacją linii głównej, docierającą tuż za nominalny koniec trasy w Oiwake.

## Linie kolejowe
Stacja znajduje się na liniach Ōu-honsen i Ogata-sen, między stacjami Tsuchizaki i Oiwake.

## Historia
Otwarta została 10 lutego 1964 roku.